# Ga Angseongoncheon
Ga Angseongoncheon (Tiếng Hàn: 앙성온천역, Hanja: 仰城溫泉驛) là ga đường sắt trên Tuyến Jungbu Naeryuk nằm ở Angseong-myeon, Chungju-si, Chungcheongbuk-do, Hàn Quốc.

## Lịch sử
- 17 tháng 11 năm 2021: Thông báo bảng cự ly đường sắt [1]
- 31 tháng 12 năm 2021: Bắt đầu kinh doanh khai trương

## Bố trí ga
| ↑ GamgokJanghowon |
| １２ \|           |
| Chungju ↓         |

| １ | Tuyến Jungbu Naeryuk | KTX | ← Hướng đi GamgokJanghowon · Bubal · Pangyo |
| ２ | Tuyến Jungbu Naeryuk | KTX | → Hướng đi Chungju →                        |